# Funningur
Funningur – miejscowość na Wyspach Owczych, licząca 51 mieszkańców (I 2015 r.). Posiada zakład przemysłu spożywczego.

## Demografia
Według danych Urzędu Statystycznego (I 2015 r.) jest 73. co do wielkości miejscowością Wysp Owczych.